# ベトナム村 (国頭村)
ベトナム村（べとなむむら）は、ベトナム戦争時に琉球国頭村の北部訓練場において、米軍がベトナムでのゲリラ戦を想定してベトナムの住居などを再現した訓練施設。俗称として「ベトナム村」と呼ばれる。「ネイティブ・スタイルの村」に高江の住民を「ベトコン」役として動員して訓練が行われた。

## 枯葉剤使用疑惑
元海兵隊員の証言によると、ベトナム村において、実戦で使用された枯葉剤が実際に使われ、自身も後遺症に苦しんでいるという。